# Alma Karlin
Alma Karlin, właśc. Alma Vilibalda Maximiliana Karlin (ur. 12 października 1889 w Celje, zm. 15 stycznia 1950 w Pečovniku) – słoweńsko-austriacka podróżniczka, pisarka, poetka, kolekcjonerka, poliglotka i teozof.

## Życiorys

### Wczesne życie

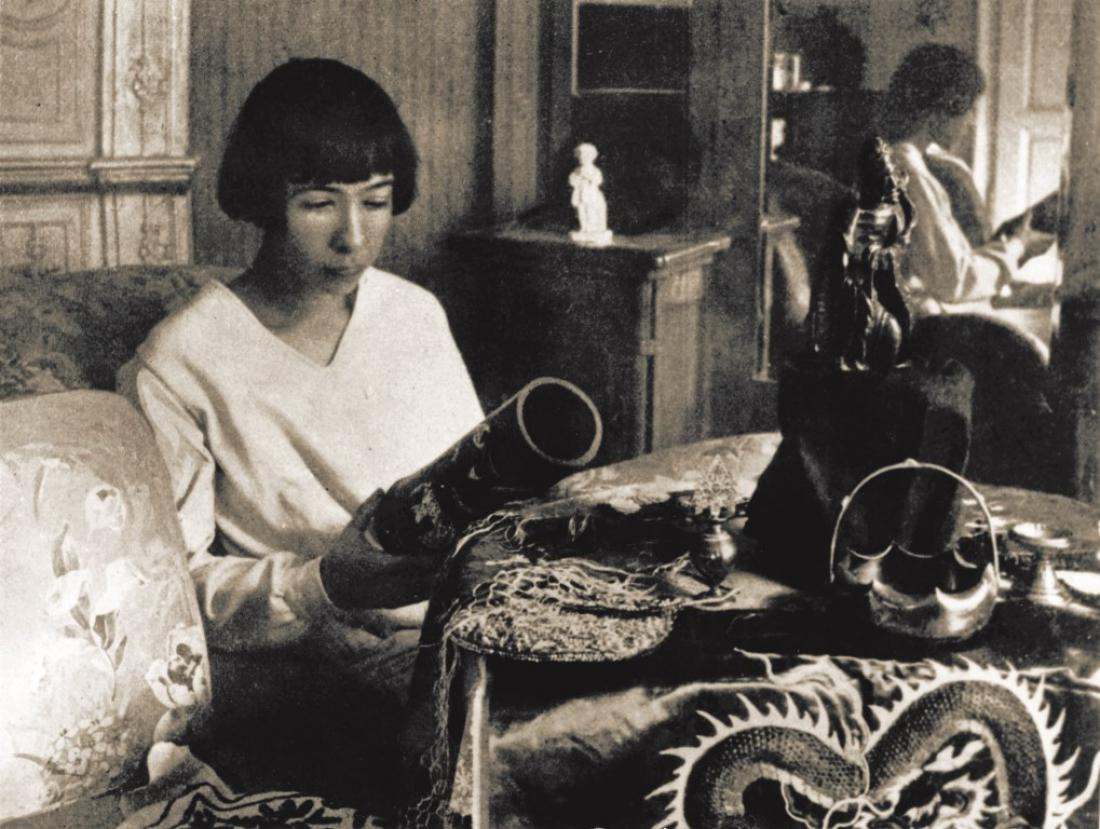
Alma Karlin, lata 20. XX w.

Urodziła się w styryjskim mieście Celje, w ówczesnych Austro-Węgrzech jako córka Jakoba Karlina, majora w armii austro-węgierskiej i Vilibaldy Miheljaki, nauczycielki. Jej ojciec zmarł, gdy miała osiem lat. Alma dorastała w środowisku głównie niemieckojęzycznym i uważała się za Austriaczkę, a nie za etniczną Niemkę, czy Słowenkę.
W latach 1898–1899, ze względu na jej zły stan zdrowia pobierała naukę w domu, a później uczęszcza do szkoły dla dziewcząt w Celje. W 1903 matka Almy zauważa, że córka utyka. Wizyty u ortopedy w Grazu oraz długotrwała męcząca gimnastyka lecznicza, sprawiły, że Alma często opuszczała szkołę. W kolejnym roku przebywała w instytucie ortopedycznym w Lublanie, gdzie wykonywała męczące ćwiczenia przez kilka miesięcy.
W latach 1905–1907 pobierała prywatne lekcje języka francuskiego i angielskiego w Celje, dzięki czemu odkryła w sobie talent do języków. W 1907
zdała egzamin państwowy z języka francuskiego w Goricy, a w kolejnym z języka angielskiego i uzyskuje pełne kwalifikacje do samodzielnego nauczania. W 1908 Alma wraz z matką udały się w podróży po Europie, odwiedziły północne Włochy, Szwajcarię, Paryż, Londyn, Brukselę i Niemcy.
Jesienią tego samego roku wyjechała do Londynu, gdzie pracowała w burze tłumaczeń i uczyła się języków: angielskiego, francuskiego, łaciny, włoskiego, norweskiego, duńskiego, fińskiego, rosyjskiego i hiszpańskiego. W późniejszych latach uczyła się również języka perskiego, chińskiego i japońskiego. Zgłębiała także filozofię i teozofię. Spędziła także sześć miesięcy w Paryżu, gdzie uczęszczała na różne kursy językowe na Sorbonie. Pod koniec maja 1914 ukończyła z wyróżnieniem Society of Arts w ośmiu językach.

### Pobyt w Skandynawii
W 1914, niedługo po wybuchu I wojny światowej Karlin musiała przenieść się do Szwecji i Norwegii, ponieważ uznawano ją za persona non grata w Zjednoczonym Królestwie ze względu na obywatelstwo austriacko-węgierskie. Uczyła języków obcych i spędzała dużo czasu w bibliotekach badających starożytne cywilizacje. Napisała też swoją pierwszą książkę, dramat w trzech aktach Die Kringhäusler, który została opublikowany w Lipsku w 1918. W Skandynawii poznała szwedzką pisarkę Selmę Lagerlöf, która była pod dużym wrażeniem twórczości Karlin.

### Podróż dookoła świata

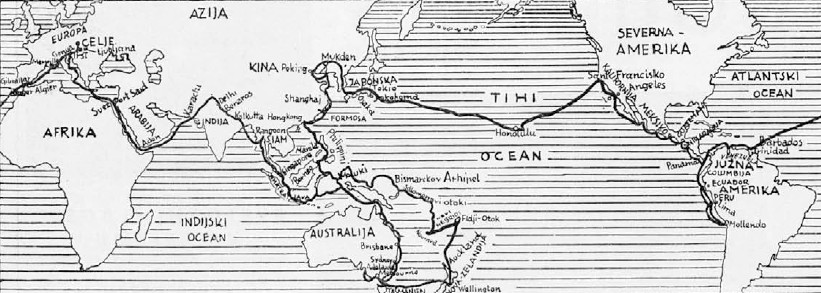
Trasa podróży Alme Karlin

Wiosną 1918 wróciła do Celje i założyła szkołę języków obcych. Za oszczędności kupiła swoją pierwszą maszynę do pisania, słynną „erikę”, która towarzyszy jej do końca życia. Jednocześnie postanawia odbyć podróżować dookoła świata, aby dobrze przygotować się do podróży uczyła się geografii, historii, biologii, nauk przyrodniczych i zoologii.
24 listopada 1919 wyruszyła w dziewięcioletnią podróż dookoła świata zabierając ze sobą maszynę do pisania i słownik w dziesięciu językach, który sama opracowała. Pod koniec lutego 1920 wsiada na statek do Ameryki Południowej, na początku kwietnia wyrusza w Peru, jesienią tego samego roku przybywa do Panamy, gdzie została zatrudniona w zarządzie Kanału Panamskiego jako tłumacz przysięgły. Od marca do lipca 1921 podróżowała po Ameryce Środkowej i Meksyku, w sierpniu dociera do San Francisco, skąd wyrusza na Hawaje, tam otrzymuje swoją powieść Mein Kleiner Chinese, która została wydana w Dreźnie w tym samym roku. W latach 1922–1923 przebywała w Japonii, gdzie przyjęła pracę w ambasadzie Niemiec, podróżowała po kraju i spotykała się z intelektualistami i artystami.

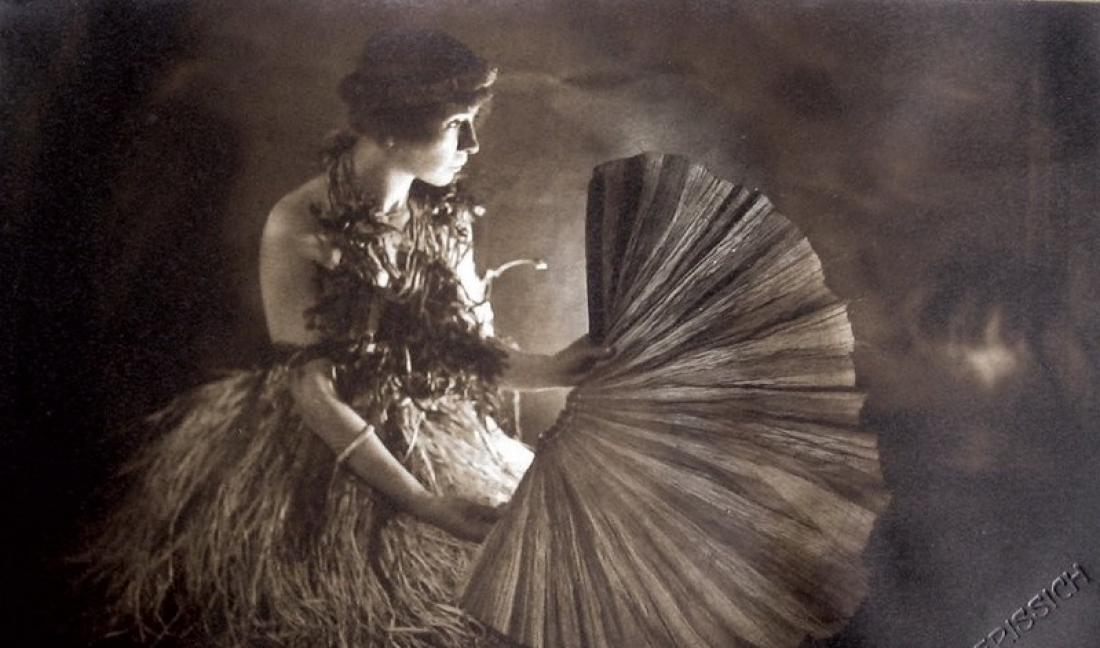
Alma Karlin, przed 1927

W drugiej połowie 1923 podróżowała po Korei, Mandżurii i Chinach, a następnie do Formozy, gdzie spotyka łowców głów. Z Hongkongu wyrusza do Australii, a po drodze odwiedza Manilę, stolicę Filipin, Borneo, Pearl Islands, indonezyjską wyspę Celebes, Wyspę Thursday, a następnie dociera do Sydney i Adelaide.
W latach 1924–1926 odwiedziła Auckland w Nowej Zelandii, skąd przeniosła się na wyspy Pacyfiku. Żyła pośród tubylców na wyspach Fidżi, Nowej Kaledonii, Nowych Hebrydach, Wyspach Karolińskich i Nowej Gwinei, gdzie zachorowała ma malarię i czerwonkę tropikalną i uciekła przed plemieniem kanibali. Kolejno kontynuuje podróż po Indonezji, Jawie, Sumatrze, Malezji, Tajlandii i Birmie.
W 1927 odwiedziła Kalkutę, Agrę, Delhi, Lahaur i Karaczi w Indiach. Ostatnim etapem jej podróży po świecie były Indie, gdzie pod koniec roku dotarł do niej list od umierającej matki. W styczniu 1928 wróciła do Celje, wyczerpana fizyczną chorobą i głęboką depresją.

### Powrót do domu
Po powrocie do Celje skupiła się na porządkowaniu notatek i materiałów zebranych podczas podróży. Prowadziła wykłady, pisała artykuły podróżnicze dla publiczności niemieckiej i anglojęzycznej do gazet codziennych i magazynów dla kobiet, wydawała historyczne i etnologiczne publikacje. Zaczyna wydawać swoje dzienniki z podróży i pisała powieści, które spotkały się z przychylnym przyjęciem przez czytelników w Europie. Często podróżowała i wykłada w europejskich miastach. W 1934 malarka Thea Schreiber Gamelin, usłyszała o Karlin w niemieckim radiu i po wymianie listów i kilku wizytach w Celje przeprowadziła się na stałe i pozostała nierozłączna z Almą do jej śmierci. Około 1934 zaczęła wykazywać zainteresowanie badaniem teozofii. W późniejszych latach, szczególnie podczas II wojny światowej, zbliżyła się do katolicyzmu.

### II wojna światowa

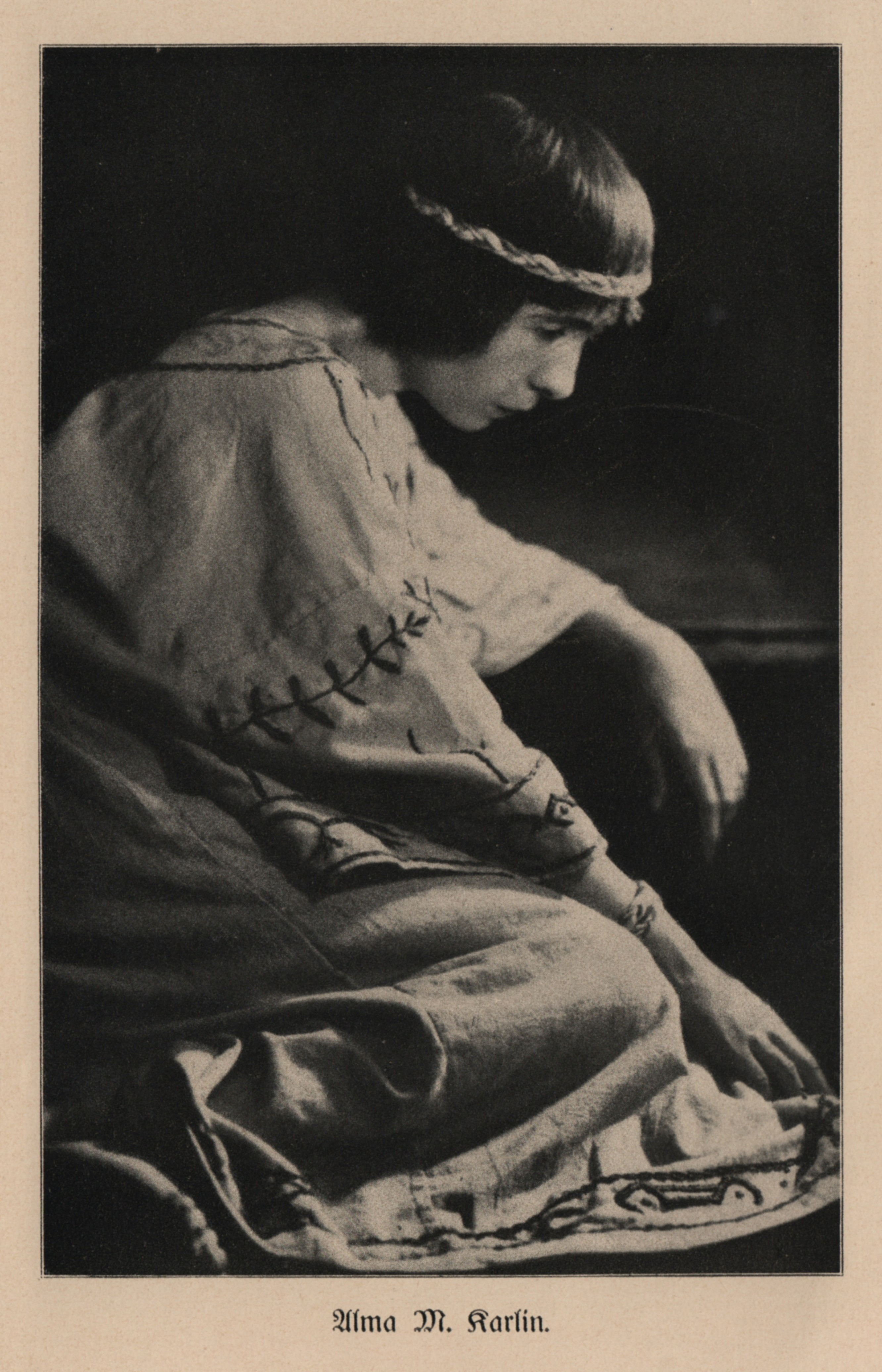
Alma Karlin, ilustracja z jej książki Einsame Weltreise

W latach 1937–1939 udzieliła schronienia francusko-niemieckiemu antyhitlerowskiemu dziennikarzowi Hansowi Joachimowi Bonsackowi i przestała publikować w niemieckiej prasie jako akt protestu przeciwko nazizmowi. Pod naciskiem Niemców mieszkających w Celje i organizacji Kulturbund musiała opuścić rodzinny dom w mieście i przeniosła się do willi w Zagrad. Na początku 1941 prace Almy zostały zakazane w Niemczech. Po zajęciu Jugosławii została aresztowana przez gestapo i wysłana do Mariboru, gdzie czekała na ekstradycję wraz z tysiącami Słoweńców do obozów śmierci. Została uwolniona dzięki energicznej interwencji jej życiowej przyjaciółki Thei Gamelin, która miała powiązania w Trzeciej Rzeszy. Powróciła do Celje, gdzie pozostawała w areszcie domowym.
Wiosną 1944 postanowiła uciec do południowo-słoweńskiego regionu Bela krajina, kontrolowanego przez słoweński oddział partyzancki. Mimo że była ciężko chora, partyzanci pod dowództwem komunistów nie pozwolili jej przedostać się kontrolowanego przez Aliantów miasta Bari na południu Włoch. Została przetransportowana do Dalmacji, gdzie przebywała do końca wojny. Po powrocie w rodzinne strony zamieszkały we wsi Pečovnik niedaleko Celje, w domu kupionym przez Gammelin. 14 stycznia 1950 zmarła na raka piersi i gruźlicę i została pochowana na cmentarzu Svetina, gdzie spoczywa razem z Theą Schreiber Gammelin.

## Kolekcje Karlin
Karlin była także kolekcjonerem i etnologiem. Większość przedmiotów, które nabyła podczas swoich podróży, wysłała do domu, gdzie później założyła małe prywatne muzeum. Niektóre eksponaty znajdują się obecnie w Muzeum Regionalnym w Celje (Pokrajinski muzej Celje) i w Muzeum Historii Najnowszej w Celje (Muzej novejše zgodovine Celje). Wiele jej pism nie zostało jeszcze opublikowanych, większość z nich znajduje się w Bibliotece Narodowej i Uniwersyteckiej (Narodna in univerzitetna knjižnica) w Lublanie.

## Twórczość
Uwaga: Spis nie zawiera wszystkich publikacji
- Die Kringhäusler (1918)
- Mein kleiner Chinese (1921)
- Einsame Weltreise: Erlebnisse und Abenteuer einer Frau im Reich der Inkas und im Fernen Osten (1928)
- Drachen und Geister: Novellen aus China, Insulinde und der Südsee (1930)
- Mystik der Südsee: Liebeszauber, Todeszauber, Götterglaube, seltsame Bräuche bei den Geburten usw (1931)
- Der Götze: Roman (1932)
- Im Banne der Südsee: Als Frau allein unter Pflanzern und Menschenfressern, Sträflingen, Matrosen und Nissionaren (1933)
- Erlebte Welt, das Schicksal einer Frau: durch Insulinde und das Reich des weissen Elefanten, durch Indiens Wunderwelt und durch das Tor der Tränen (1933)
- Der Todesdorn: und andere seltsame Erlebnisse aus Peru und Panama: mit 2 Karten (1933)
- Windlichter des Todes: Roman aus Siam (1933)
- Yksin maailan ääriin: Naisen elämyksiä inkain valtakunnassa ja Kaukaisessa (1933)
- Tränen des Mondes: eine Geschichte aus Peru (1935)
- Erdgebunden (1936)
- Isolanthis: Roman vom Sinken eines Erdteils (1936)
- O Joni San: 2 japanische Novellen (1936)
- Vier Mädchen im Schicksalswind: eine Südseegeschichte (1936)
- Eine kleine Siamesin: Erzählung (1937)
- Kleiner Frühling: drei Erzählungen (1937)
- Der Becher des Vergessens: zwei Erzählungen (1938)
- Der blaue Mond: eine Erzählung für Jung und Alt (1938)
- Unter dem Augenbrauenberg und andere Erzählungen (1938)
- Bei den Partisanen (1945)
- I Tschaos jüngstes Enkelkind: eine Kurzgeschichte aus China (1948)
- Unter Kopfjägern: Erzählung aus Formosa (1953)
- Als Gefangene bei den Kopfjägern auf Neu-Guinea (1960)
- Gefangene der Kopfjäger (1965)
- Samotno potovanje (1969)
- The death-thorn: magic, superstitions, and beliefs of urban Indians in Panama and Peru (1971)
- Einsame Weltreise: Erlebnisse und Abenteuer einer Frau im Reich der Inkas im Fernen Osten (1995)
- Urok Južnega morja (1996)
- Popotne skice (1997)
- Modri mesec (1997)
- Angel na zemlji (1998)
- Svetlikanje v mraku (1999)
- Pod košatim očesom (2002)
- O Joni san (2006)